# Sasha Victorine
Sasha Caleb Victorine (nacido el 2 de febrero de 1978 en Santa Ana, California) es un futbolista estadounidense que actualmente juega para el Kansas City Wizards de la Major League Soccer.

## Trayectoria
| Período   | Club                                   |
| --------- | -------------------------------------- |
| 1996-1999 | Universidad de California, Los Ángeles |

| Período   | Club                | Partidos (goles) |
| --------- | ------------------- | ---------------- |
| 2000-2004 | Los Ángeles Galaxy  | 141 (21)         |
| 2005-     | Kansas City Wizards | 46 (9)           |

| Período | Selección      | Partidos (goles) |
| ------- | -------------- | ---------------- |
| 2000-   | Estados Unidos | 4 (1)            |

- Datos: Q3950649